# Alejandro Abadilla
Alejandro G. Abadilla (Rosario, 10 maart 1906 – 26 augustus 1969), ook bekend met zijn initialen AGA, was een Filipijns dichter en schrijver. Abadilla werd wel aangeduid als de "vader van de moderne Tagalog poëzie".

## Biografie
Alejandro Abadilla werd geboren op 10 maart 1906 in barangay Salina in Rosario in de provincie Cavite. Na het voltooien van de middelbare school in Cavite City vertrok hij naar de Amerikaanse stad Seattle. Hij was er onder meer redacteur van de Philippine Digest, managing-director van de Philippine-American Review. Ook richtte hij Kapisanang Balagtas op, een organisatie met als doel de ontwikkeling van het Tagalog. Na zijn terugkeer in de Filipijnen behaalde Abadilla in 1931 een bachelor-diploma filosofie aan de University of Santo Tomas. Ook was hij tot 1934 raadslid van zijn Salina. Abadilla was werkzaam als verkoper van verzekeringen voor Philippine-American Life Insurance.
Naast zijn werk als verkoper was Abadilla actief als schrijver. Vanaf 1932 schreef hij over gepubliceerde gedichten in de reeks Talaang Bughaw. Ook schreef hij enkele romans waaronder Sing-ganda Ng Buhay (As beautiful as life) (1947) en samen met Elpidio Capulong Pagkamulat Ni Magdalena (Magdalene's awakening) in (1958). In 1950 publiceerde hij een reeks essays onder de naam Mga Piling Sanaysay.
Abadilla werd echter met name bekend door zijn dichtwerk. Hij brak door met Ako ang Daigdig at Iba Pang Tula ("Ik ben de wereld en andere gedichten"; 1955). Later publiceerde hij in 1965 nog een dichtbundel onder de naam Piniling mga Tula ni AGA. Zijn werk was vernieuwend en non-conformistisch en werd daarom in eerste instantie kritisch ontvangen. Hij schreef als eerste Tagalog dichter vrije versen en stond bovendien bekend door zijn "niet-dichterlijk" taalgebruik.
Abadilla overleed in 1969 op 63-jarige leeftijd. Hij was getrouwd met Cristina Zingalava en kreeg met haar acht kinderen. Abadilla werd onder meer onderscheiden met de Republic Cultural Heritage Award en de Cultural Award van de stad Manilla.